# TRAPPIST-1b
TRAPPIST-1b は地球から見てみずがめ座の方向に約40光年離れた位置にある赤色矮星 TRAPPIST-1 を公転している太陽系外惑星である。2016年にTRAPPIST望遠鏡によるトランジット法での観測から発見された。

## 発見と特徴
| 地球 | TRAPPIST-1b |
| ---- | ----------- |
| 地球 | Exoplanet   |

TRAPPIST-1b は、その外側を公転する TRAPPIST-1c と TRAPPIST-1d と同時に、チリのラ・シヤ天文台にある望遠鏡TRAPPISTによるトランジット法の観測から発見された。トランジット法では、惑星が主星の手前を周期的に通過（トランジット）することで発生する主星のわずかな減光を検出することで惑星を発見する。この研究結果は、科学雑誌ネイチャーの2016年5月号に掲載された。
主星からの距離は地球から月までの距離の約4倍しかない約 0.0115 au（約173万 km）で、わずか1日半で公転しており、TRAPPIST-1系で発見されている7個の惑星のうち、最も内側を公転している。主星 TRAPPIST-1 が木星クラスという非常に小型な超低温矮星のため、大気の存在などを考慮しない平衡温度は約 392 K（約 119 ℃）とされていた。後述の2017年から2018年に行われたスピッツァー宇宙望遠鏡の観測結果を用いた複数の研究では、暴走温室効果により TRAPPIST-1b の大気中の温度が数百℃から千数百℃にもなる可能性が示されたが、2023年のジェイムズ・ウェッブ宇宙望遠鏡による観測結果を受けて表面温度は 503 K（230 ℃）と算出された。
TRAPPIST-1b の物理的パラメーターは発見後に幾度となく行われてきた観測で改良が続けられ、2021年に発表された研究では半径が地球の1.116倍、質量が地球の1.374倍である岩石質の地球型惑星とされている。質量については当初、地球の1.38倍や、0.85倍などとも推定されていた。2018年に公表された研究では、惑星の密度が火星よりやや大きい程度しかない 3.98 g/cm3 と計算されたことから、最大で質量の 5% が揮発性物質で構成されている可能性が考慮された。主星から受けるエネルギー量が地球よりもかなり多いことから、この密度を説明するために金星のような分厚い大気を持つ可能性が示されたが、2021年の研究で密度は地球よりやや小さい程度の 5.425 g/cm3 に上方修正された。

## 大気

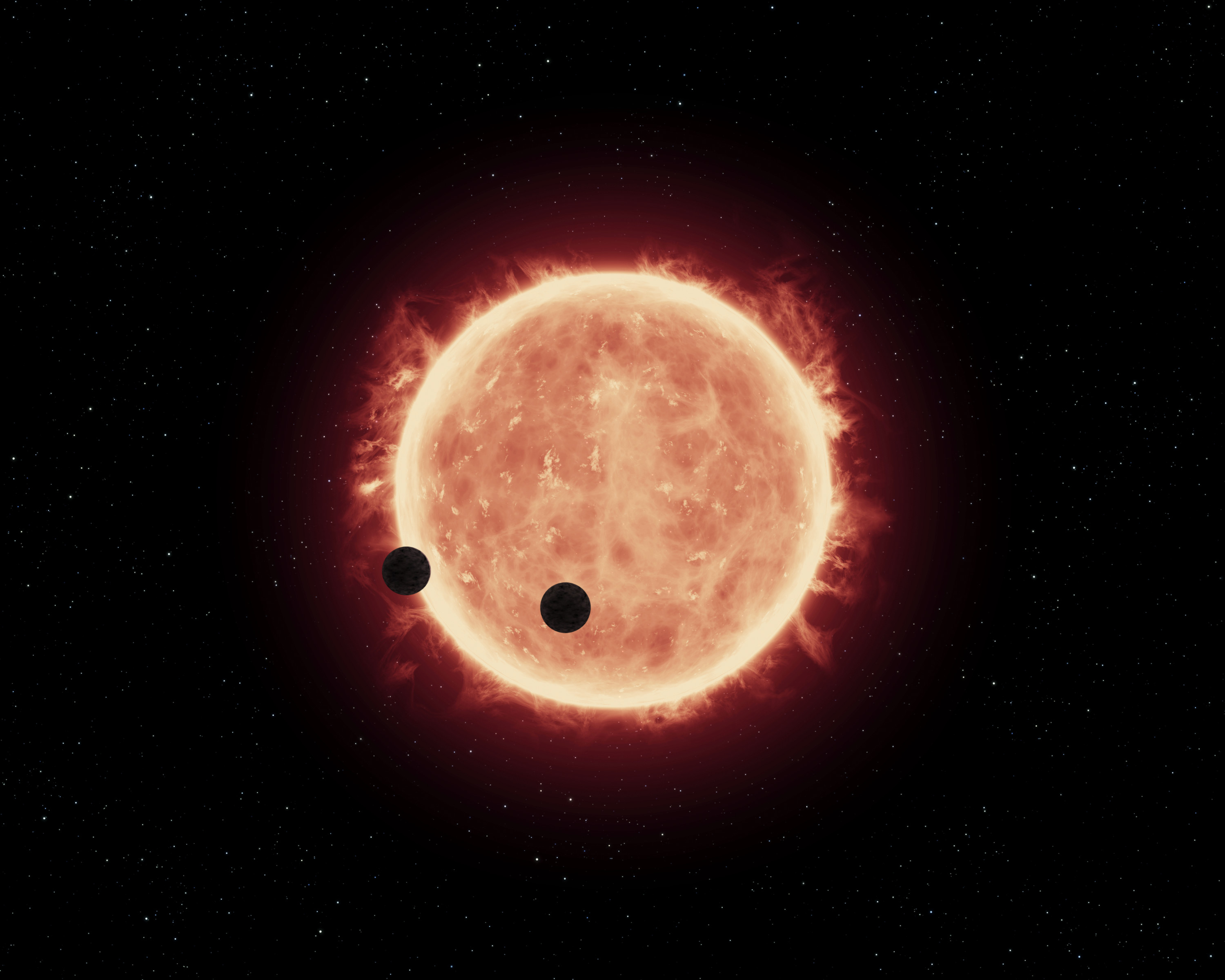
同時に主星の手前を通過する TRAPPIST-1b と TRAPPIST-1c の想像図

2016年5月4日、TRAPPIST-1b はその外側を公転する TRAPPIST-1c と共に同時に主星の手前を通過した。その様子はハッブル宇宙望遠鏡によって観測され、大気成分の分析が行われた。その結果、詳細な大気成分は判明しなかったが、少なくとも巨大ガス惑星で見られるような水素などで満たされた膨張された大気は持っていないと判明した。表面の平衡温度が 750 - 1000 K（477 - 727 ℃）であると仮定して、2018年2月に発表されたスピッツァー宇宙望遠鏡による観測結果により、TRAPPIST-1b に大気圧が 101 - 104 bar にもなる厚い水蒸気の大気があれば、当時算出された TRAPPIST-1b の密度が地球よりもやや小さいことを説明できると推測された。この研究ではTRAPPIST-1系で唯一、TRAPPIST-1b が揮発性物質で満たされた大気による暴走温室効果が起こりうる可能性が排除されない惑星であるとされた。
2023年2月、ジェイムズ・ウェッブ宇宙望遠鏡に搭載されている「中赤外線観測装置 (MIRI)」による TRAPPIST-1b の観測結果が公表された。この観測は TRAPPIST-1b が主星の後ろに隠れる直前と出現した直後に起きる主星の光の変化を観測する二次食測光 (Secondary eclipse photometry) と呼ばれる手法で行われ、小型で岩石質の太陽系外惑星から放出される光を赤外線として検出することに成功した初めての事例であると報告された。この研究では TRAPPIST-1b は可視光で明るく見えるほどではないが、赤外線では以前の予想よりもはるかに明るく見えており、従来算出されていた平衡温度よりも約 100 K 高い 503 K（230 ℃）にまで表面が加熱されていると判明した。表面がこれほど高温であると光を散乱させることができるほどの厚い大気は持つことができないと考えられている。他の二次食測光の観測データを分析した結果でも、TRAPPIST-1b はほぼ黒体のような天体で、熱循環を生じさせるような大気は存在しないと結論付けられた。TRAPPIST-1b に大気が存在しない理由としては、まだ主星が今よりも明るかったと考えられる形成直後に失われたか、または主星からの強力なフレアによって大気が消失されていったという可能性が最も高いとされている。しかし、研究チームを率いた Thomas Greene は、熱循環にほとんど関与しないような非常に薄い大気が TRAPPIST-1b に存在している可能性はまだ残されているとしている。

## 画像

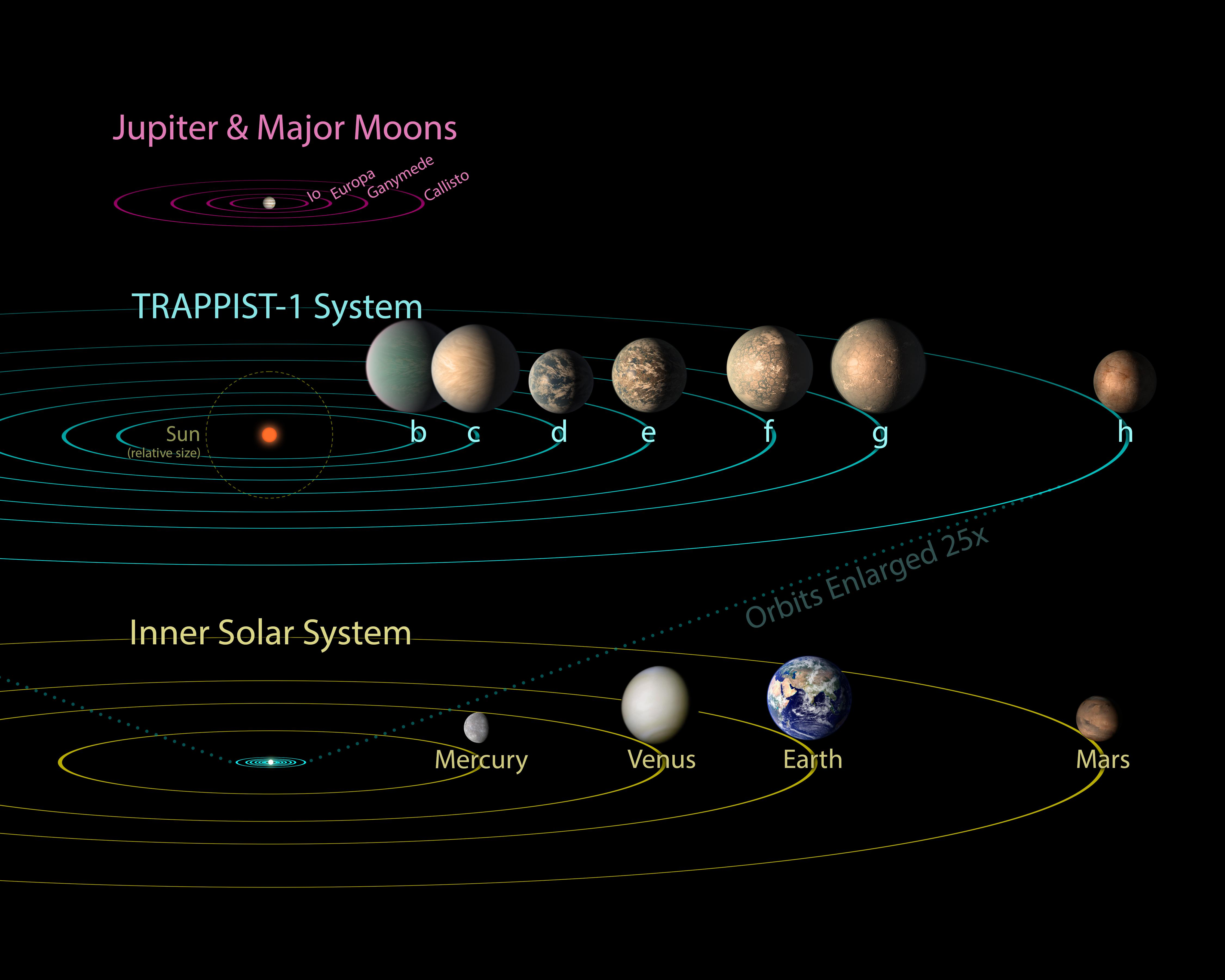
TRAPPIST-1系の惑星の軌道と、太陽系の岩石惑星の軌道、木星のガリレオ衛星の軌道を比較した図
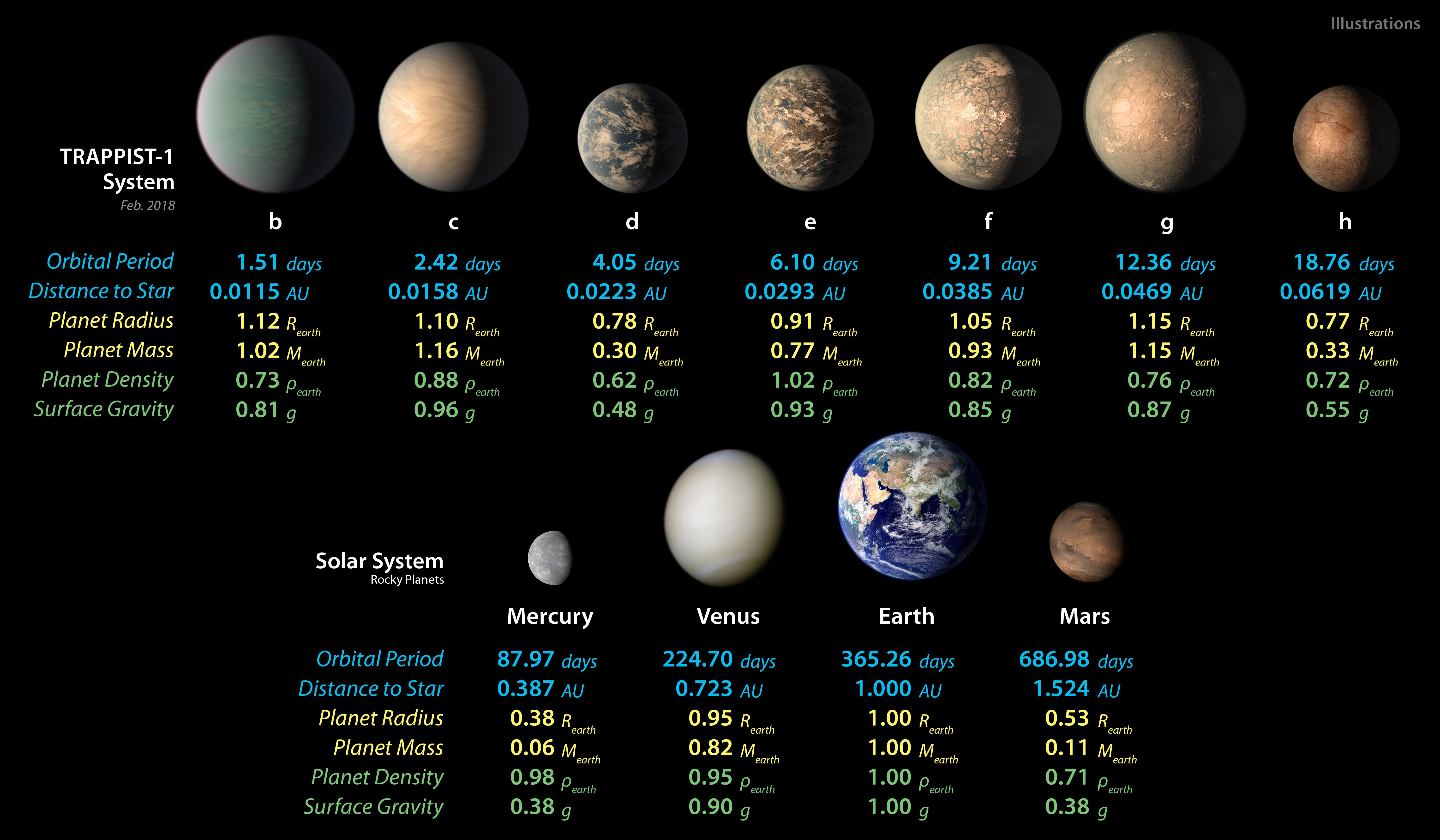
TRAPPIST-1系の惑星と太陽系の岩石惑星を比較した図
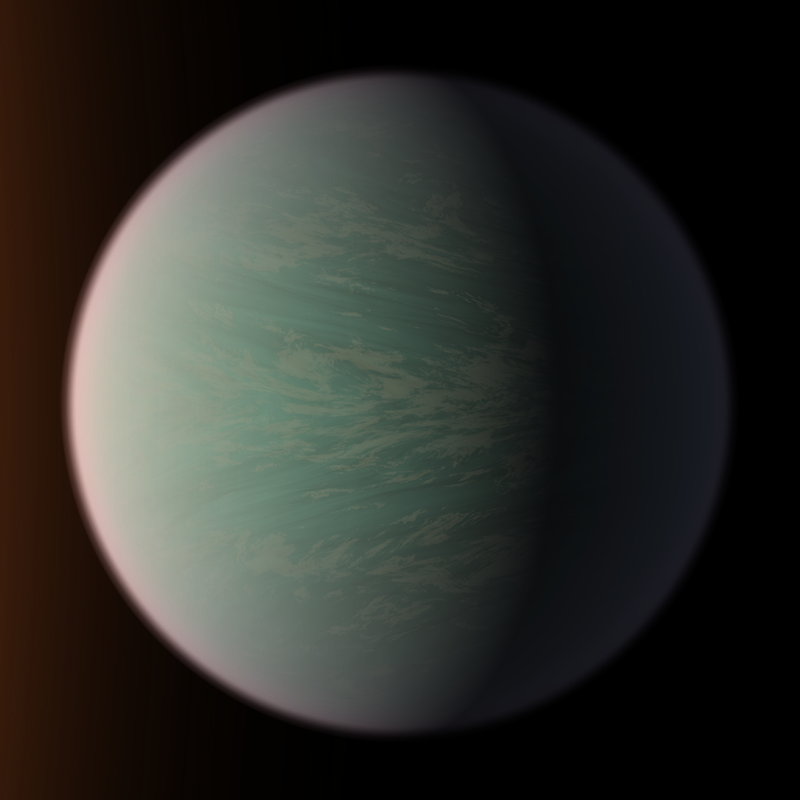
厚い大気を持つ可能性があるという2018年時点の研究結果を反映して描かれた想像図